# Herculaneum
Herculaneum var en blomstrende antik romersk by. I modsætning til nabobyen Pompeji var Herculaneum en lille by med en befolkning på ca. 5.000 og med langt rigere indbyggere. Her er ingen dybe hjulspor i gaderne, som man ser dem i Pompeji; ingen graffiti om politiske valg, eller "vadestene" for fodgængere, så de kunne krydse gaden tørskoet – kloakken fungerede perfekt i Herculaneum. 
Herculaneum var opkaldt efter guden Herkules, der hyppigt gengives i den lokale kunst. Byen hviler på et plateau af tolv meter vulkansk sten, og befinder sig kun syv km fra toppen af Vesuv. Geografen Strabo skriver om byen: "Herkules' fæstning ligger på en naturlig odde langs kysten, og fanger følgelig den sydvestlige brise så perfekt op, at det gør stedet sundt at bo på." Strabo påstår også, at der lå en fiskerlandsby på stedet, før byen blev grundlagt fra Napoli som en græsk udpost. I 307 f.Kr kom byen under Rom, men gjorde i 90 f.Kr oprør sammen med de andre græske byer. Sullas general Titus Didius generobrede den. Fra ca år 1000 blev navnet Resina benyttet om den fiskerlandsby, der igen var vokset frem. Efter vulkanudbruddet i år 79 er landet steget, så strandlinjen i dag ligger 400 meter længre ude, men antikkens Herculaneum lå ved havet. I 1709 gravede nogle bønder i Resina en brønd, og kom derved ned til en gulvmosaik, som tilhørte et teater. Indtil Pompeji blev opdaget i 1763, var det Herculaneum, der blev udgravet. Som følge af de arkæologiske aktiviteter skiftede byen i 1969 navn fra Resina til Ercolano. 

## Vesuvs udbrud
Den 24. august år 79 gik vulkanen Vesuv i udbrud, og udledte en pyroklastisk strøm (engelsk: pyroclastic flow), der på under 4 minutter begravede byen i op til 350 °C varm aske, der senere blev forstenet. Asken dækkede alle huse, og forkullede træ og mennesker. Asken dækkede mennesker og dyr fuldstændigt, og har derved bevaret et aftryk af dem til eftertiden. Man har endnu ikke fundet mere end 300 ud af de 5.000 indbyggere, og disse 300 blev fundet i bådehuse nær havnen i samme stilling, som de døde i. Alle de 300 personer er under 40 år, af begge køn og fra forskellige befolkningsklasser.
Byen havde fået en hård medfart under jordskælvet i år 62, og det vides ikke, om genrejsningen var slutført ved Vesuvs udbrud i 79; heller ikke om hele befolkningen var flyttet tilbage.
Udgravninger begyndte i 1738 i Ercolano, en forstad til Napoli. Den detaljerede udgivelse af Le Antichità di Ercolano ("Antikviteterne fra Herculaneum") øvede stor indflydelse på den begyndende europæiske neoklassicisme. I det senere 18. århundrede optræder motiver fra Herculaneum mange steder: Fra dekorative vægmalerier til kaffekopper.
I en af Herculaneums bygninger kaldet "Augustianernes kollegium", afbildes myten om Herkules. Kulten tilbad de romerske kejsere. Herfra stammer også byens navn, da den er opkaldt efter den græske sagnhelt og gud Herkules (italiensk Ercole). Kultens medlemmer var også frigivne og rige slaver, hvorfor de så Herkules og kejser Augustus som guder.
De godt bevarede vægmalerier og mosaikker i Herculaneum er lige så godt bevaret som de tilsvarende i Pompeji. Den mest kendte og storslåede villa i Herculaneum kaldes for "Papyrusernes Villa", og er nu blevet identificeret som residens for
Lucius Calpurnius Piso Caesoninus, Julius Cæsars svigerfar. Villaen ligger helt nede ved stranden og dækker fire terrasser, hvoraf én skal have huset biblioteket i Herculaneum. Piso, en litterær mand, som elskede poesi og filosofi, var en samlende figur for andre, der holdt af disse to fag. Han byggede et af de fineste biblioteker for sin tid. Skriftruller og papyruser fra villaen er siden 1800-tallet samlet i Nationalbiblioteket i Napoli. Villaen blev fundet i 1752, og ca 1.800 skriftruller fra bibliotekets græske samling; den latinske samling er endnu ikke fundet. (Romerne havde for vane at holde græske og latinske skriftruller adskilt i separate biblioteker.) Takket være Vesuvs udbrud er dette det eneste bibliotek fra antikken, der har overlevet til vor tid.  Skriftrullerne er forkullede, vædet med vulkansk mudder og trykket sammen, så kun et fåtal kan læses. Med teknologi fra NASA har man alligevel kunnet læse brudstykker af de ødelagte skriftruller. Infrarødt lys har gjort det muligt at tyde blækket. Brigham Young University står i dag for den højteknologiske fotografering af materialet. 
Udgravningsområderne er optaget på Unescos liste over Verdenskulturarv.